# Never Mind the Bollocks, Here's the Sex Pistols
Never Mind the Bollocks, Here's the Sex Pistols  o simplemente conocido como Never Mind the Bollocks es el primer y único álbum de estudio de la banda británica de punk Sex Pistols.

## Historia

### Antecedentes
La banda entró al estudio en octubre de 1976 para grabar su primer disco, dirigidos por su mánager, el empresario de la moda Malcom McLaren, quien les había conseguido un contrato con EMI. En julio ya había grabado una maqueta con 7 demos, entre ellos su primer sencillo. Eso les permitió firmar con la discográfica, impulsados por la popularidad del movimiento patrocinado por McLaren, que desde su boutique Sex apadrinó a otros artistas como Siouxsie Sioux y su banda, The Clash, Buzzcocks, y The Damned.
Como fruto de su trabajo salió, el 26 de noviembre de 1976 su primer sencillo, Anarchy in the UK

### El incidente delToday Show
La banda se presentó el 1 de diciembre de 1976 en el programa televisivo de la BBC Today, en reemplazo de Queen, quienes por diversos contratiempos no pudieron asistir al programa. Para sustituir a la banda, que había cancelado a último momento, el presentador Bill Grundy entonces se vio obligado a invitar a un, hasta entonces, desconocido grupo de punks para que les reemplazaran. 
Llegaron ocho personas, cuatro pandilleros y cuatro músicos, que no diferían del aspecto de los pandilleros, llamados Bromley Contengent. El aspecto amenazante de la banda estuvo calando por el estudio antes de la presentación. De hecho, para bajar los ánimos en la entrevista previa al show, el presentador bromeó con su propio supuesto estado de embriaguez. Finalmente la banda abrió con la palabra Fuck y tocó su sencillo «Anarchy in the U.K.». El resultado de ese espectáculo fue la suspensión de Grundy del programa y el inicio del fenómeno Sex Pistols.
La prensa cubrió al día siguiente el incidente y eso le dio a la banda la promoción adecuada para iniciar su gira el 2 de diciembre, enfrentándose a todo tipo de censuras, por lo que sólo pudieron cumplir con seis fechas.

### Grabación
El álbum fue editado en el Reino Unido el 28 de octubre de 1977 por la discográfica Virgin Records.

### Trasfondo
El álbum y la irreverencia del grupo tienen su explicación en los eventos que vivía Inglaterra a mediados de los años 70 y el descontento musical. El primer gran problema era la crisis económica del país, que llevó al alza el desempleo y al desencadenamiento de huelgas y protestas. En el ámbito musical, el propio mánager de la banda Malcom McLaren odiaba el movimiento pacifista y psicodélico del hippismo, y buscaba que la música rock volviera a sus raíces rudas. A todo eso se sumó la tradición izquierdista de McLaren. De hecho el odio del mánager de la banda por Pink Floyd era bastante conocido en esos días.
A pesar de la influencia de McLaren (fue él quien bautizó a la banda), los miembros de Sex Pistols ya tenían un espíritu rebelde y contestatario años antes como individuos. Así mismo los miembros de la banda también odiaban a Pink Floyd.

### Controversia
El disco es considerado uno de los más escandalosos de la historia de la música. Su publicación generó controversia desde el inicio, comenzando por la inclusión de la palabra "Bollocks" (cojones en inglés británico vulgar) en el título. Pronto, se iniciaron acciones legales para censurar el nombre y prohibir la exhibición del álbum en las tiendas de discos, como ya había hecho el dueño de Virgin Records Richard Branson en su local de Nottingham. 
El 24 de noviembre de 1977, el abogado defensor de Branson y los Pistols, John Mortimer, logró demostrar al jurado que la palabra "bollocks" era un uso legítimo en inglés antiguo para decir sacerdote, por lo cual, simplemente no tenía ningún sentido en el contexto del título. Ante la validez del argumento de Mortimer el jurado sentenció que:

Much as my colleagues and I wholeheartedly deplore the vulgar exploitation of the worst instincts of human nature for the purchases of commercial profits by both you and your company, we must reluctantly find you not guilty of each of the four charges 

(Por mucho que mis colegas y yo deploremos la explotación de los peores aspectos de la naturaleza humana con el fin de lograr beneficios comerciales como lo hace usted y su compañía, debemos a regañadientes declararlo inocente de los cuatro cargos)

Sin embargo, mucho mayor fue la controversia generada por las letras de "Anarchy in the U.K." y "God Save the Queen", así como el arte de portada de Jamie Reid para el sencillo de esta última. Ambas canciones fueron marcadas como insultos a la sociedad civil y a la monarquía y particularmente "God Save the Queen" hacia la reina Isabel II. Ante esto, el vocalista Johnny Rotten y el guitarrista Steve Jones insistieron en afirmar que el ataque no era hacia la reina en particular sino que hacia el gobierno británico en general. De cualquier manera, la controversia no hizo más que aumentar las ventas del álbum.
Para poder vender el disco, ante la negativa de los dueños de las tiendas de discos a publicarlo en sus vitrinas por miedo a una demanda por parte del gobierno, la banda decidió promocionarlo en vivo bajo el seudónimo de S.P.O.T.S. (Sex Pistols on Tour Secretly).
Otra canción que causó revuelo en el Reino Unido fue "Pretty Vacant", sin embargo en este caso no por su letra sino por la peculiar pronunciación de Johnny Rotten en la palabra "vacant". Su exagerada acentuación en la sílaba "cant" emulaba fonéticamente a la palabra "cunt" (literalmente, coño en inglés). A pesar de las suspicacias, Rotten nunca admitió que esa haya sido su intención.
Muchas versiones anteriores de los temas habían sido emitidas en el Bootleg Spunk, editado poco antes del lanzamiento de Never Mind the Bollocks. Además, para este álbum se grabaron dos diss tracks, "New York", dirigido a The New York Dolls, y "EMI", dirigido a su antiguo sello discográfico EMI.

## Posicionamiento e influencia
Never Mind the Bollocks llegó pronto al # 1 en la lista británica de álbumes más vendidos, sin embargo, en la lista estadounidense de Billboard solo llegó al # 106. En 1998, los lectores de la revista Q lo votaron como mejor álbum de la historia, mientras que en 2000 la misma revista lo colocó # 10 en su lista de los 100 mejores discos británicos de todos los tiempos. En 2001, el canal VH1 lo colocó # 17 en una lista similar. Por su parte, Rolling Stone lo calificó en 1987 como el segundo álbum más importante de los últimos 20 años, por detrás de Sgt. Pepper's Lonely Hearts Club Band de The Beatles y lo posicionó # 41 en su lista de los 500 mejores álbumes de todos los tiempos de 2003. Fue incluido por el escritor Robert Dimery en su libro "1001 discos que hay que escuchar antes de morir" y los lectores de Kerrang! lo calificaron como el mejor álbum de la historia del punk.
En general, gran parte de los críticos y músicos consideran a Never Mind the Bollocks, Here's the Sex Pistols como uno de los discos más importantes de la historia del punk rock.
Se considera como un precursor del movimiento punk, ya que si bien Ramones había sido el primer lanzamiento del género, siendo lanzado un año antes, Never Minds the Bollocks condensaba la desesperación de la juventud británica por un cambio en la sociedad, ya que había serios problemas económicos, desempleo, y descontento con la política.
Never Mind the Bollocks también marcó un punto de inflexión en el punk rock por la producción musical. El productor Chris Thomas se esmeró en trabajar el sonido clarificándolo y agregando guitarras a las grabaciones originales en lugar de lanzar el álbum con la música sin refinar como era característico en los grupos del género. Esto causó cierto rechazo por parte de algunos sectores del mismo.

## Listado de canciones
La primera versión británica del álbum tenía originalmente once canciones hasta que el grupo cambió su parecer y solicitó la inclusión de «Submission». Sin embargo, por razones comerciales Virgin no pudo suspender la impresión y retrasar el lanzamiento del disco por lo cual se incluyó gratuitamente un póster y «Submission» en un sencillo aparte. En consecuencia, para la versión de doce canciones emitida posteriormente en noviembre del año 1977 hubo muchas variantes erróneas en la contratapa; en algunos casos nombrando «Submission», en otros omitiéndolo, en otros incluyendo «Belsen Was a Gas» que no pertenecía al álbum y en otros simplemente dejando la contratapa en blanco.
Todos las canciones son atribuidas como composición conjunta del grupo. Las letras son todas obra de Johnny Rotten (letra original de «Pretty Vacant» por Glen Matlock y de «Seventeen» por Steve Jones).

### Versión Original, 1977
Lado A
| N.º | Título                | Duración |  |
| 1.  | «Holidays in the Sun» | 4:46     |  |
| 2.  | «Liar»                | 5:32     |  |
| 3.  | «No Feelings»         | 2:50     |  |
| 4.  | «God Save the Queen»  | 3:08     |  |
| 5.  | «Problems»            |          |  |

Lado B
| N.º | Título              | Duración |  |
| 6.  | «Seventeen»         | 2ː02     |  |
| 7.  | «Anarchy in the UK» | 3ː32     |  |
| 8.  | «Bodies»            | 3ː03     |  |
| 9.  | «Pretty Vacant»     | 3ː18     |  |
| 10. | «New York»          | 3ː07     |  |
| 11. | «E.M.I.»            | 3ː10     |  |

### Edición de lujo, 2012
Además del LP original contiene demos y lados B de los sencillos «God Save the Queen», «Holidays in the Sun» y «Pretty Vacant». Los demos fueron trabajados por los productores Dave Goodman y Chris Tomas.
| N.º | Título                                         | Duración |  |
| 1.  | «No Feelings (Lado B)»                         |          |  |
| 2.  | «Did You No Wrong (Lado B)»                    |          |  |
| 3.  | «No Fun (Lado B)» (Cover de The Stooges, 1969) |          |  |
| 4.  | «Satellite (Lado B)»                           |          |  |
| 5.  | «New York (Demo)»                              |          |  |
| 6.  | «E.M.I. (Demo)»                                |          |  |
| 7.  | «Liar (Demo)»                                  |          |  |
| 8.  | «Pretty Vacant»                                |          |  |
| 9.  | «Problems (Demo)»                              |          |  |
| 10. | «God Save the Queen (Demo)»                    |          |  |
| 11. | «Did You No Wrong»                             |          |  |
| 12. | «Seventeen (Demo)»                             |          |  |
| 13. | «Satellites (Demo)»                            |          |  |
| 14. | «Submission (Demo)»                            |          |  |
| 15. | «Holidays in the Sun (Demo)»                   |          |  |

- 16 "EMI" (Chris Thomas Demo)
- 17 "Seventeen" (Chris Thomas May Demo)
- 18 "Holdays In The Sun" (Chris Thomas June Demo)
- 19 "Bodies" (Chris Thomas Demo)
- 20 "Submission" (Chris Thomas August Demo)
- 21 "Belsen Was A Gas" (Chris Thomas Demo)

### Super Deluxe Edition, 2017
Junto a las versión original y la deluxe, se incluyeron versiones en vivoː
- 01 "Anarchy In The UK" (Live at Samfundet Club, Norway 1977)
- 02 "I Wanna Be Me" (Live at Samfundet Club, Norway 1977)
- 03 "Seventeen" (Live at Samfundet Club, Norway 1977)
- 04 "New York" (Live at Samfundet Club, Norway 1977)
- 05 "EMI" (Live at Samfundet Club, Norway 1977)
- 06 "No Fun" (Live at Samfundet Club, Norway 1977)
- 07 "No Feelings" (Live at Samfundet Club, Norway 1977)
- 08 "Problems" (Live at Samfundet Club, Norway 1977)
- 09 "God Save The Queen" (Live at Samfundet Club, Norway 1977)
- 10 "Anarchy In The UK" (Live At Happy House, Stockholm 1977)
- 11 "I Wanna Be Me" (Live At Happy House, Stockholm 1977)
- 12 "Seventeen" (Live At Happy House, Stockholm 1977)
- 13 "New York" (Live At Happy House, Stockholm 1977)
- 14 "EMI" (Live At Happy House, Stockholm 1977)
- 15 "Submission" (Live At Happy House, Stockholm 1977)
- 16 "No Feelings" (Live At Happy House, Stockholm 1977)
- 17 "Problems" (Live At Happy House, Stockholm 1977)
- 18 "God Save The Queen" (Live At Happy House, Stockholm 1977)
- 19 "Pretty Vacant" (Live At Happy House, Stockholm 1977)
- 20 "No Fun" (Live At Happy House, Stockholm 1977)

## DVD (Superdeluxe Edition)
- 01 "Pretty Vacant" (Riverboat Party)
- 02 "Anarchy In The UK"
- 03 "Problems"
- 04 "Anarchy In The UK" (Happy House, Sweden)
- 05 "I Wanna Be Me"
- 06 "Seventeen"
- 07 "New York"^
- 08 "Problems"
- 09 "No Fun"
- 10 "Problems" (SPOTS Tour)
- 11 "No Fun"
- 12 "Anarchy In The UK"
- 13 "God Save The Queen" (video)
- 14 "Pretty Vacant" (video)
- 15 "Holidays In The Sun" (video)
- 16 "Interview With Steve Jones"
- 17 "Interview With Paul Cook"
- 18 "Interview With John Lydon"
- 19 "Interview With Sid Vicious"
- 20 "Interview With Glen Matlock"
- 21 "Interview With John And Sid" (sin censura)

## (Superdeluxe Edition)
- 01 Bollocks Diaries (Libro)
- 02 «God Save the Queen» / «No Feelings» (single 7 A&M)
- 03 Nevermind the Bollocks Here's the Sex Pistols (réplica póster promoción)
- 04 «God Save the Queen» (réplica manuscrito)
- 05 Nevermind the Bollocks Here's The Sex Pistols (réplicas de pegatinas de promoción)

## Formación
- Johnny Rotten - Voz.
- Steve Jones: Guitarra, coros y bajo.
- Paul Cook: Batería
- Sid Vicious: Bajo en «Bodies».
- Glen Matlock: Bajo en «Anarchy in the UK».